# Ангерер, Петер
Пе́тер А́нгерер (нем. Peter Angerer; род. 14 июля 1959, Зигсдорф, Бавария) — западногерманский биатлонист, олимпийский чемпион 1984 года в индивидуальной гонке на 20 км, двукратный серебряный (1984 — в спринте, 1988 — в эстафете) и бронзовый (1980, 1984 — в эстафете) призёр Олимпийских игр. Обладатель кубка мира 1982/83.
1. 1 2  Olympedia (англ.) — 2006.